# Eridolius flavicoxae
Eridolius flavicoxae är en stekelart som först beskrevs av Cresson 1868.  Eridolius flavicoxae ingår i släktet Eridolius och familjen brokparasitsteklar. Inga underarter finns listade i Catalogue of Life.